# Samsung Pay
Samsung Pay je mobilní platební systém a digitální peněženka pro mobilní zařízení vytvořený společností Samsung. Tato služba umožňuje používat způsobilá mobilní zařízení jako platební kartu, funguje s bezkontaktními platebními terminály využívajícími technologii NFC i s terminály, které pracují pouze s kartami s magnetickým štítkem pomocí technologie MST. Poprvé ji Samsung představil na konferenci MWC 2015 spolu s prezentací smartphonů Samsung Galaxy S6 a Galaxy S6 Edge a Samsung Pay podporují i novější smartphony se snímačem otisků prstů.
Samsung Pay byl jako první v Jižní Koreji spuštěn 20. srpna 2015 a v USA 25. září téhož roku. V roce 2016 bylo na veletrhu International CES oznámeno, že Samsung Pay bude k dispozici v Austrálii, Brazílii, Španělsku a Singapuru.

## Servis
Samsung Pay byl vyvinut na základě crowdfundingové startupové společnosti LoopPay, kterou Samsung koupil v roce 2015 za 300 milionů dolarů, což byla jedna z největších akvizic společnosti. Služba podporuje jak mobilní platební systémy založené na technologii NFC (které jsou při zjištění podpory upřednostňovány), tak i ty, které podporují pouze magnetické proužky. Toho je dosaženo pomocí technologie známé jako magnetický bezpečný přenos (MST), která simuluje průchod pásku s permanentním magnetem kolem čtečky přímým generováním magnetické vlny v blízkém poli. Vývojáři LoopPay uvedli, že díky této konstrukci bude technologie fungovat s téměř 90 % všech terminálů obchodníků v USA (s výjimkou terminálů, které ke své funkci vyžadují fyzické vložení karty do slotu)
Na telefonech se nabídka Samsung Pay spouští přejetím prstem od spodní části obrazovky. Do aplikace lze nahrát různé kreditní, debetní a věrnostní karty, které lze vybrat přejetím prstu mezi nimi na obrazovce. V Jižní Koreji lze Samsung Pay používat k online platbám a k výběru peněz z bankomatů některých bank.
V Číně podporuje Samsung Pay platby v aplikacích, platby pomocí QR kódů (Alipay a WeChat Pay) a karty na veřejnou dopravu v Pekingu, Šanghaji, Kantonu, Šen-čenu a dalších městech. V Hongkongu lze Samsung Pay propojit s kartami Octopus, tzv. Smart Octopus, a provádět tak elektronické platby se službou uložené hodnoty pro online i offline platby.
V květnu 2016 bylo oznámeno, že Samsung vyvíjí další službu s názvem Samsung Pay Mini. Tato služba bude sloužit výhradně k online platbám, přičemž bude multiplatformní.
V květnu 2020 Samsung Pay představil Samsung Money by SoFi, první službu správy mobilních peněz, která ve spolupráci s fintech společností SoFi poskytuje přístup k účtu pro správu hotovosti a doprovodné debetní kartě Mastercard prostřednictvím aplikace Samsung Pay.
Od roku 2021 již nebudou všechny smartphony GALAXY vybaveny modulem MST, jako tomu bylo u nové vlajkové řady S21, a to z důvodu aktivní digitalizace ve světě a používání pokladních terminálů s technologií NFC.
V červnu 2022 byla služba Samsung Pay v USA, Velké Británii, Francii, Německu, Itálii a Španělsku přejmenována na Samsung Wallet. Spolu s přejmenováním přišly i nové funkce, jako je možnost ukládat v aplikaci Wallet digitální aktiva a digitální klíče. Tyto nové funkce se objevily také v aplikaci Samsung Pay v Jižní Koreji, přestože nepřijala nový název Samsung Wallet.

## Dostupnost

Globální dostupnost Samsung Pay

| Datum              | Země                    |  |
| ------------------ | ----------------------- |  |
| 20. srpna 2015     | Jižní Korea             |  |
| 28. září 2015      | USA                     |  |
| 29. března 2016    | Čína                    |  |
| 2. června 2016     | Španělsko               |  |
| 15. června 2016    | Austrálie               |  |
| 16. června 2026    | Singapur                |  |
| 13. července 2016  | Portoriko               |  |
| 19. července 2016  | Brazílie                |  |
| 28. září 2016      | Rusko                   |  |
| 27. dubna 2016     | Švédsko                 |  |
| 27. dubna 2016     | Spojené arabské emiráty |  |
| 16. května 2016    | Spojené království      |  |
| 23. května 2016    | Švýcarsko               |  |
| 23. května 2016    | Tchaj-wan               |  |
| 25. května 2016    | Hongkong                |  |
| 28. září 2016      | Vietnam                 |  |
| 15. listopadu 2017 | Bělorusko               |  |
| 22. března 2018    | Itálie                  |  |
| 26. dubna 2018     | Francie                 |  |
| 21. srpna 2018     | Jižní Afrika            |  |
| 23. března 2019    | Indonésie               |  |
| 21. ledna 2020     | Kazachstán              |  |
| 20. září 2020      | Kuvajt                  |  |
| 28. října 2020     | Německo                 |  |
| 23. srpna 2022     | Katar                   |  |
| 31. října 2022     | Dánsko                  |  |
| 31. října 2022     | Norsko                  |  |
| 31. října 2022     | Finsko                  |  |
| 11. prosince 2022  | Bahrajn                 |  |
| 28. dubna 2024     | Omán                    |  |
| 9. prosince 2024   | Saúdská Arábie          |  |
| 25. února 2025     | Japonsko                |  |